# Le Roll
Le Roll war eine französische Automarke.

## Unternehmensgeschichte
Das Unternehmen Delauné, Bergé et Boudène aus Paris begann 1922 mit der Produktion von Automobilen. 1923 endete die Produktion.

## Fahrzeuge
Das einzige Modell war ein Kleinwagen. Für den Antrieb sorgte ein zugekaufter Vierzylindermotor. Zur Wahl standen Einbaumotoren von Chapuis-Dornier mit 900 cm³ Hubraum und von Ruby mit 990 cm³ Hubraum. Die Motorleistung wurde mittels einer Kardanwelle an die Hinterachse übertragen.